# Regatul Essex
Regatul Essex, al  saxonilor estici, a fost unul dintre cele șapte regate anglo-saxone care formau așa-numita heptarhie, fiind fondat în jurul anului 500 pe teritoriile curente ale comitatelor ceremoniale Essex, Hertfordshire și Middlesex.
Essex este amintit pentru prima oară de către Bede, care notează sosirea episopului Mellitus la Londra în 604. Era limitat la nord de râul Stour și Anglia de Est, la sud de râul Tamisa și Kent, la est de Marea Nordului și la vest de Mercia. Teritoriul cuprindea și rămășițele celor două capitale de  provincii romane, Colchester și Londra.
Pentru o scurtă perioadă, în secolul al VIII-lea regatul a cuprins și pe cel din sud, Kent, dar la mijlocul aceluiași secol mare parte din Essex, inclusiv Londra a fost cucerită de către Mercia, iar după pierderile cauzate de înfrângerea suferită în fața regelui Merciei, Beornwulf în jurul anului 825, regatul a intrat în posesiunea regatului Wessex, condus de către Egbert. În anul 870 teritoriul a fost cedat , în urma Tratatul de la Wedmore,  Angliei de Est , pe atunci sub stăpânire daneză.
Datele, numele și realizările regilor Essex-ului, sunt de fapt convenții, ca în cazul multora dintre regii Heptarhiei. Primul amintit este Aescwine, rege începând cu anul 527, iar ultimul Sigered, tiltul său fiind schimbat în anul 812 din rege în duce. Un lucru interesant este că regii dinastiei din Essex considerau că sunt descendenții zeului Seaxneat, spre deosebire de cei din celelalte triburi saxone, care pretindeau că sunt descendenții lui Odin.

## Lista Regilor
| Domnie      | Rege                                                              | Note                                                                 |                                                                   |
| ----------- | ----------------------------------------------------------------- | -------------------------------------------------------------------- | ----------------------------------------------------------------- |
| 527 - 587   | Aescwine                                                          |                                                                      |                                                                   |
| 587 - 604   | Sledda                                                            |                                                                      |                                                                   |
| 604 - 616/7 | Saebert                                                           |                                                                      |                                                                   |
| 616/7 - 617 | Sexred                                                            | Rege împreună cu Saeward; omorât în bătălie contra Saxonilor de Vest |                                                                   |
| 616/7 - 617 | Saeward                                                           | Rege împreună cu Sexred; omorât în bătălie contra Saxonilor de Vest  |                                                                   |
| 617 - 653   | Sigeberht I                                                       |                                                                      |                                                                   |
| c.653 - 660 | Sigeberht II cel Bun                                              | Sfântul Sigeberht;                                                   |                                                                   |
| 660 - 664   | Swithelm                                                          |                                                                      |                                                                   |
| 664 - 683   | Sighere                                                           | Rege împreunp cu Sebbi                                               |                                                                   |
| 664 - 694   | Sebbi                                                             | Rege împreună cu Sighere; a abdicat în favoarea lui Sigeheard        |                                                                   |
| 694 - 709   | Sigeheard                                                         | Rege împreună cu Swaefred                                            |                                                                   |
| 695 - 709   | Swaefred (Swaebheard)                                             | Rege împreună cu Sigeheard                                           |                                                                   |
| 709         | Offa                                                              | A abdicat                                                            |                                                                   |
| 709 - 746   | Saelred (Swebert)                                                 | Probabil rege împreună cu Swaefbert                                  |                                                                   |
| 715 - 738   | Swaefbert                                                         | Probabil rege împreună cu Saelred                                    |                                                                   |
| 746 - 758   | Svvithred                                                         |                                                                      |                                                                   |
| 758 - 798   | Sigeric                                                           | A abdicat                                                            |                                                                   |
| 798 - 812   | Sigered                                                           |                                                                      |                                                                   |
| 812 - 825   | Sigered                                                           | Importanța redusă de către regii Merciei                             |                                                                   |
| 825         | Mercia înfrântă de Egbert de Wessex, a fost încorporată în Wessex | Mercia înfrântă de Egbert de Wessex, a fost încorporată în Wessex    | Mercia înfrântă de Egbert de Wessex, a fost încorporată în Wessex |